# Hipoepa lapsalis
Hipoepa lapsalis là một loài bướm đêm trong họ Noctuidae.